# كعكة المهر
كعكة الَمهْر هي كعكة صينية تقليدية كانت في يوم من الأيام كعكة احتفالية تستخدم هديةَ زفاف في حفل الزفاف الصيني التقليدي ومن هنا جاء الاسم. تُعرف هذه الكعكة اليوم بأنها معجنات صينية تقليدية وليست هدية زفاف لأنها فقدت معظم أهميتها الأصلية بسبب التغيير الثقافي. يمكن العثور عليها في هونغ كونغ وفي بعض الأحياء الصينية في الخارج.

## التحضير
كعكة المهر هي كعكة إسفنجية محلاة قليلاً قد تأخذ أي عدد من الأشكال أو المظاهر. تعتبر كبيرة مقارنة بحجم معظم المعجنات. قد تتكون القاعدة الداخلية للكعكة من معجون بذور اللوتس.